# 光滑圆方蟹
光滑圆方蟹（学名：Cyclograpsus lucidus）为方蟹科圆方蟹属的动物。在中国大陆，分布于西洲岛、琼山北港等地，一般生活于海水。该物种的模式产地在海南岛三亚西洲岛。